# Ministère de la Défense et de la Logistique des forces armées
Le Ministère de la Défense et de la Logistique des forces armées (en persan : وزارت دفاع و پشتیبانی نیروهای مسلح) ou "le Ministère de la Défense et du Soutien logistique des Forces armées" est le ministère de la Défense de la République islamique d'Iran, rétabli en 1989.
Le ministère est responsable de la planification, de la logistique et du financement des forces armées de la République islamique d'Iran, tandis que l'état-major, une institution distincte placée sous le commandement du guide suprême de l'Iran, contrôle les forces. Le ministère est considéré comme l'un des trois organes ministériels "souverains" de l'Iran en raison de la nature de son travail au pays et à l'étranger.

## Subordonnés
Les industries militaire iranienne, sous le commandement du ministère de la Défense et de la Logistique des forces armées sont des composants principaux suivants: 
| Organisation                                   | Champs d'activité                                                 |
| ---------------------------------------------- | ----------------------------------------------------------------- |
| Iran Electronics Industries (SAIRAN)           | Electronique, communications, e-warfare, radars, satellites, etc. |
| Organisation des industries de défense (SASAD) | Chars, roquettes, bombes, canons, véhicules blindés, etc.         |
| Organisation des industries aérospatiales      | Systèmes de missiles guidés, etc.                                 |
| Organisation des industries de l'aviation      | Avions, drones, hélicoptères, etc.                                |
| Organisation des industries maritimes          | Navires, aéroglisseurs, sous-marins, etc.                         |